# المسجد العباسي بهاولبور
المسجد العباسي بهاولبور يقع المسجد في مدينة بهاولبور بجوار حصن ديراور، ويطلق عليه أيضا اسم مسجد حصن ديراور، تم بناء المسجد العباسي بجوار حصن ديراور في تشولستان في منطقة بهاولبور في باكستان، ويعد المسجد مثال من أمثلة مهارة العمارة الإسلامية، وقد تم إصدار مجموعتين من الطوابع البريدية للمساجد في جميع أنحاء العالم.

## وصلات خارجية
- موقع المسجد
- البوم صور المسجد
- صورة بانورامية للمسجد